# Marco Aurélio Luz
Marco Aurélio Luz (Rio de Janeiro, 10 de junho de 1944) é um cientista social brasileiro. É filósofo, doutor em Comunicação, pós-doutor em Ciências Sociais em Paris V - Sorbonne – CEAQ - "Centre d’Etudes sur L’actuel du Quotidien" e escultor de imagens temáticas de arte sacra afro-brasileira.

## Obras
- Cultura Negra em Tempos Pós-Modernos – SECNEB - 1992, EDUFBA - 2ª Edição 2002, EDUFBA - 3ª Edição 2008
- Do Tronco ao Opá Exin – SECNEB – 1993, PALLAS - 2002 [1]
- Cultura Negra e Ideologia do Recalque – SECNEB – 2ª Edição 1994, EDUFBA - PALLAS - 3ªEdição 2011
- Agadá-Dinâmica da Civilização Africano-Brasileira – SECNEB – 1995, EDUFBA - 2ª Edição 2003
- TUN ONA RI - Retomando O Caminho - EDUNEB - ISBN: 8578870131 / 9788578870133
- SECNEB-Sociedade de Estudo da Cultura Negra no Brasil - Rua Bambochê, 247 Salvador - Bahia